# Amphilophium lactiflorum
Amphilophium lactiflorum är en katalpaväxtart som först beskrevs av Vahl, och fick sitt nu gällande namn av L.G. Lohmann. Amphilophium lactiflorum ingår i släktet Amphilophium och familjen katalpaväxter. Inga underarter finns listade i Catalogue of Life.